# صلاح‌الدین عبدالعزیز شاه
سلطان صلاح‌الدین عبدالعزیز شاه الحاج ابن المرحوم سلطان حسام‌الدین عالم شاه الحاج (جاوی: سلطان صلاح‌الدین عبدالعزیز شاه الحاج ابن المرحوم سلطان حسام‌الدین عالم شاه الحاج) (۸ مارس ۱۹۲۶ – ۲۱ نوامبر ۲۰۰۱) از سال ۱۹۶۰ سلطان سلانگور بود، وفق اینکه از سال ۱۹۹۹ تا هنگام فوتش در سال ۲۰۰۱، به عنوان پادشاه مالزی، مسند قدرت این کشور را در اختیار داشت.